# Крішна Дас
Крі́шна Дас, ім'я при народженні Джеффрі Каґель (31 травня, 1947, Лонг-Айленд, Нью-Йорк) — американський співак, виконавець кіртанів — індуїстських релігійних піснеспівів.
Крішна Дас народився 31 травня 1947 як Джеффрі Каґель в Нью-Йорку, в єврейській сім'ї. В 1969 Джеффрі відвідав Індію, де разом з Рам Дассом навчався у індуїстського вайшнавського гуру на ймення Нім Каролі Баба, який дав йому духовне посвячення та духовне ім'я Крішна Дас, що означає «слуга Крішни». Крішна Дас протягом багатьох років вивчав буддійські медитаційні практики і бгакті-йогу — індуїстську йогу відданого служіння Богу.
В 1996 році Крішна Дас випустив свій перший альбом «One Track Heart» і в наступні роки одержав всесвітню популярність як виконавець кіртанів. Альбоми Крішна Даса містять індуїстські бгаджани й кіртани відомих мантр, таких як Харе Крішна. Крішна Дас подорожує, виступаючи з концертами і викладаючи, часто разом з Рам Дассом. В останні роки він також дає курси медитації у співпраці з відомим вчителем медитації Шарон Зальцберг.
Крішна Дас є найвідомішим західним виконавцем індійської музики у стилі кіртан. Інші відомі артисти жанру: Джай Уттал, Дева Премал, Ґіріш та Снатам Каурі.
Рам Дасс про Крішна Даса: «Коли я жив в Індії, я часто слухав кіртани. Я виявив, що я міг слухати різних виконавців і відчувати глибину їх зв'язку з Богом через чистоту їхнього співу. Крішна Дас є прикладом виконавця, чий спів виходить з серця і допомагає увійти в контакт з Богом»

## Дискографія
- One Track Heart (1996)
- Pilgrim Heart (1998)
- Live… on Earth (2000)
- Breath of the Heart (2001)
- Door of Faith (2003)
- All One (2005)
- Flow of Grace — Chanting the Hanuman Chalisa (2007)
- Heart Full of Soul (2008)
- Heart as Wide as the World (2010)
- Live Ananda (2012)
- Kirtan Wallah (2014)